# Парламентська партія
-
Парламентська партія — це політична партія, яка (за умов пропорційної або змішаної виборчої системи) брала участь у виборах до вищого законодавчого органу країни і подолала встановлений законодавством показник відсотку виборців, що проголосували за партійний список кандидатів у члени вищого законодавчого органу. Парламентська партія є неофіційним терміном.

В Україні парламентською партія стає тоді, коли за результатами загальнонаціональних виборів вона долає встановлений законодавством 5 % поріг відданих за неї голосів виборців. Законом України «Про вибори народних депутатів України» (ст. 98, п.3.) визначено, що «право на участь у розподілі депутатських мандатів набувають кандидати у депутати, включені до виборчих списків партій, що отримали п'ять і більше відсотків голосів виборців, у відношенні до сумарної кількості голосів виборців, поданих за кандидатів у депутати, включених до виборчих списків партій»
Інститут парламентських партій в Україні виник за результатами виборів 1998 року. Парламентськими стали вісім партій, які за результатами виборів до вищого законодавчого органу влади — Верховної Ради України (за змішаною виборчою системою) 29 березня 1998 року подолали встановдений на той час 4 % бар'єр (участь у виборах брали 30 політичних партій). Це такі політичні партії (виборчі блоки):
- Комуністична партія України
- Народний рух України
- Виборчий блок Соціалістичної партії України та Селянської партії України
- Партія зелених України
- Народно-демократична партія
- Всеукраїнське об'єднання «Громада»
- Прогресивна соціалістична партія України
- Соціал-демократична партія України (об'єднана).

Із 33-х політичних партій і блоків, які брали участь у виборах до Верховної Ради України у 2002 році, шість партій пройшли встановлений 4 % бар'єр й стали парламентськими:
- Блок Віктора Ющенка «Наша Україна»
- Комуністична партія України
- Виборчий блок «За єдину Україну!»
- Блок Юлії Тимошенко
- Соціалістична партія України
- Соціал-демократична партія України (об'єднана).

Згідно з офіційними результатам, до Верховної Ради України V скликання (2006 р.) пройшли п'ять партій і виборчих блоків:
- Партія регіонів
- Блок Юлії Тимошенко
- Блок «Наша Україна»
- Соціалістична партія України
- Комуністична партія України.

Прохідний бар'єр на позачергових виборах народних депутатів України 2007 року для партій і блоків становив 3 % від числа виборців, що взяли участь у голосуванні. Парламентськими стали:
- Партія регіонів
- Блок Юлії Тимошенко
- Блок «Наша Україна — Народна Самооборона»
- Комуністична партія України
- Блок Литвина.

За результатами виборів 2012 року, 5 % бар'єр подолали й отримали статус парламентських п'ять політичних партій:
- Партія регіонів
- Всеукраїнське об'єднання «Батьківщина»
- Партія «УДАР» Віталія Кличка
- Комуністична партія України
- Всеукраїнське об'єднання «Свобода».

На позачергових виборах народних депутатів України 2014 року із 52 партій — суб'єктів виборчого процесу — прохідний 5%-бар'єр подолали шість партій. Парламентськими стали:
- Політична партія «Народний фронт»
- Партія «Блок Петра Порошенка»
- Політична партія "Об'єднання «Самопоміч»
- Політична партія «Опозиційний блок»
- Радикальна Партія Олега Ляшка
- Політична партія Всеукраїнське об'єднання «Батьківщина».

На позачергових виборах 2019 року статус парламентських здобули:
- Політична партія «Слуга народу»
- Опозиційна платформа — За життя
- Всеукраїнське об'єднання «Батьківщина»
- Партія «Європейська Солідарність» (ЄС)
- Політична партія «Голос»